# Olesicampe nematicida
Olesicampe nematicida är en stekelart som först beskrevs av Henry Lorenz Viereck 1925.  Olesicampe nematicida ingår i släktet Olesicampe och familjen brokparasitsteklar. Inga underarter finns listade i Catalogue of Life.